# Liste der Märkte in Bayern
Die Liste der Märkte in Bayern enthält eine vollständige Auflistung aller 386 Märkte in Bayern in alphabetischer Reihenfolge (Stand: 31. März 2020).
Es sind nur die (verwaltungsrechtlich selbständigen) Gemeinden aufgeführt, die nach Art. 3 der Gemeindeordnung für den Freistaat Bayern die Bezeichnung Markt führen dürfen. Die Bezeichnung Markt ist eine Besonderheit des bayerischen Kommunalrechts, die es in anderen deutschen Bundesländern nicht gibt. Sie hat nichts mehr mit dem Recht zu tun, regelmäßig Märkte abhalten zu können, vielmehr bescheinigt sie dem Ort eine gewisse Bedeutung für die umliegenden Gemeinden, etwa durch zentrale Lage, Größe oder Sitz von überörtlichen Einrichtungen.
- Hinter dem Landkreis ist als Abkürzung der Regierungsbezirk angegeben.
  - MF = Regierungsbezirk Mittelfranken
  - NB = Regierungsbezirk Niederbayern
  - OB = Regierungsbezirk Oberbayern
  - OF = Regierungsbezirk Oberfranken
  - OP = Regierungsbezirk Oberpfalz
  - S = Regierungsbezirk Schwaben
  - UF = Regierungsbezirk Unterfranken

- Hinter dem Regierungsbezirk ist das Jahr der Markterhebung angegeben.
- Jüngster Markt in Bayern ist Ruhstorf an der Rott, das diese Bezeichnung am 29. November 2008 erhielt.

## A
| - Absberg (Landkreis Weißenburg-Gunzenhausen, MF, 1372) - Abtswind (Landkreis Kitzingen, UF) - Aidenbach (Landkreis Passau, NB, 12??) - Aindling (Landkreis Aichach-Friedberg, S) - Aislingen (Landkreis Dillingen an der Donau, S, 14. Jh.) - Allersberg (Landkreis Roth, MF) - Altdorf (Landkreis Landshut, NB, 2004) - Altenstadt (Landkreis Neu-Ulm, S) | - Altmannstein (Landkreis Eichstätt, OB, 1329) - Altomünster (Landkreis Dachau, OB, 1375) - Altusried (Landkreis Oberallgäu, S, 18. Jh.) - Ammerndorf (Landkreis Fürth, MF) - Arberg (Landkreis Ansbach, MF) - Arnstorf (Landkreis Rottal-Inn, NB, 1419) - Au in der Hallertau (Landkreis Freising, OB, 1349) |

## B
| - Babenhausen (Landkreis Unterallgäu, S, vor 1471) - Bad Abbach (Landkreis Kelheim, NB, 1224) - Bad Birnbach (Landkreis Rottal-Inn, NB, 1984) - Bad Bocklet (Landkreis Bad Kissingen, UF) - Bad Endorf (Landkreis Rosenheim, OB, 1973) - Bad Grönenbach (Landkreis Unterallgäu, S, 1485) - Bad Hindelang (Landkreis Oberallgäu, S, 18. Jh.) - Bad Neualbenreuth (Landkreis Tirschenreuth, OP) - Bad Steben (Landkreis Hof, OF) - Baudenbach (Landkreis Neustadt an der Aisch-Bad Windsheim, MF) - Bechhofen (Landkreis Ansbach, MF) - Beratzhausen (Landkreis Regensburg, OP, 1432) - Berchtesgaden (Landkreis Berchtesgadener Land, OB, 1328) - Biberbach (Landkreis Augsburg, S, nach 1600) - Bissingen (Landkreis Dillingen an der Donau, S, 1271) - Bodenmais (Landkreis Regen, NB) - Breitenbrunn (Landkreis Neumarkt in der Oberpfalz, OP, 13??) | - Bruck in der Oberpfalz (Landkreis Schwandorf, OP, 2. Hälfte 14. Jh.) - Bruckmühl (Landkreis Rosenheim, OB) - Buch (Landkreis Neu-Ulm, S, 19. Jh.) - Buchbach (Landkreis Mühldorf am Inn, OB, 1266) - Buchenberg (Landkreis Oberallgäu, S, 1485) - Burgebrach (Landkreis Bamberg, OF, 1472) - Burghaslach (Landkreis Neustadt an der Aisch-Bad Windsheim, MF) - Burgheim (Landkreis Neuburg-Schrobenhausen, OB, 1332) - Burgpreppach (Landkreis Haßberge, UF) - Burgsinn (Landkreis Main-Spessart, UF) - Bürgstadt (Landkreis Miltenberg, UF) - Burgwindheim (Landkreis Bamberg, OF) - Burkardroth (Landkreis Bad Kissingen, UF) - Burtenbach (Landkreis Günzburg, S, 1471) - Buttenheim (Landkreis Bamberg, OF) - Bütthard (Landkreis Würzburg, UF, 14??) |

## C
| - Cadolzburg (Landkreis Fürth, MF, 1157) | - Colmberg (Landkreis Ansbach. MF) |

## D
| - Dachsbach (Landkreis Neustadt an der Aisch-Bad Windsheim, MF) - Dentlein am Forst (Landkreis Ansbach, MF) - Diedorf (Landkreis Augsburg, S) - Dießen am Ammersee (Landkreis Landsberg am Lech, OB, 1231) - Dietenhofen (Landkreis Ansbach, MF) - Dietmannsried (Landkreis Oberallgäu, S, 1586) | - Dinkelscherben (Landkreis Augsburg, S, 1514) - Dirlewang (Landkreis Unterallgäu, S, 1409) - Dollnstein (Landkreis Eichstätt, OB, 1360) - Dombühl (Landkreis Ansbach, MF, 1537) - Donaustauf (Landkreis Regensburg, OP, 1275) - Dürrwangen (Landkreis Ansbach, MF, 1423) |

## E
| - Ebensfeld (Landkreis Lichtenfels, OF) - Ebrach (Landkreis Bamberg, OF) - Eckental (Landkreis Erlangen-Höchstadt, MF) - Eggolsheim (Landkreis Forchheim, OF, 1456) - Eging am See (Landkreis Passau, NB) - Egloffstein (Landkreis Forchheim, OF) - Eichendorf (Landkreis Dingolfing-Landau, NB, 1298) - Eisenheim (Landkreis Würzburg, UF) - Elfershausen (Landkreis Bad Kissingen, UF) - Elsenfeld (Landkreis Miltenberg, UF) | - Emskirchen (Landkreis Neustadt an der Aisch-Bad Windsheim, MF) - Ergolding (Landkreis Landshut, NB, 1976) - Ergoldsbach (Landkreis Landshut, NB, 1444) - Erkheim (Landkreis Unterallgäu, S, 1877) - Eschau (Landkreis Miltenberg, UF, 1285) - Eschlkam (Landkreis Cham, OP, 12??) - Eslarn (Landkreis Neustadt an der Waldnaab, OP, 153?) - Essenbach (Landkreis Landshut, NB, 1998) - Essing (Landkreis Kelheim, NB, 1331) - Euerdorf (Landkreis Bad Kissingen, UF, vor 1600) |

## F
| - Falkenberg (Landkreis Tirschenreuth, OP, 1567) - Falkenstein (Landkreis Cham, OP) - Feucht (Landkreis Nürnberger Land, MF, 1433) - Fischach (Landkreis Augsburg, S, 1952) - Flachslanden (Landkreis Ansbach, MF) - Floß (Landkreis Neustadt an der Waldnaab, OP, 1280) | - Frammersbach (Landkreis Main-Spessart, UF) - Freihung (Landkreis Amberg-Sulzbach, OP, nach 1500) - Frickenhausen am Main (Landkreis Würzburg, UF, vor 1406) - Frontenhausen (Landkreis Dingolfing-Landau, NB) - Fuchsmühl (Landkreis Tirschenreuth, OP) - Fürstenzell (Landkreis Passau, NB) |

## G
| - Gaimersheim (Landkreis Eichstätt, OB, 1311) - Gangkofen (Landkreis Rottal-Inn, NB, 1379) - Garmisch-Partenkirchen (Landkreis Garmisch-Partenkirchen, OB) - Gars am Inn (Landkreis Mühldorf am Inn, OB, 15. Jh.) - Geiselwind (Landkreis Kitzingen, UF) - Geisenhausen (Landkreis Landshut, NB, nach 1386) - Gelchsheim (Landkreis Würzburg, UF) - Geroda (Landkreis Bad Kissingen, UF) - Giebelstadt (Landkreis Würzburg, UF) | - Glonn (Landkreis Ebersberg, OB) - Gnotzheim (Landkreis Weißenburg-Gunzenhausen, MF, 1388) - Goldbach (Landkreis Aschaffenburg, UF) - Gößweinstein (Landkreis Forchheim, OF) - Grafengehaig (Landkreis Kulmbach, OF) - Grassau (Landkreis Traunstein, OB, 1965) - Großheubach (Landkreis Miltenberg, UF, 15. Jh.) - Großlangheim (Landkreis Kitzingen, UF) - Großostheim (Landkreis Aschaffenburg, UF) |

## H
| - Haag in Oberbayern (Landkreis Mühldorf am Inn, OB, 1324) - Hahnbach (Landkreis Amberg-Sulzbach, OP, 1426) - Heidenheim (Landkreis Weißenburg-Gunzenhausen, MF, 1419) - Heiligenstadt in Oberfranken (Landkreis Bamberg, OF) - Heimenkirch (Landkreis Lindau (Bodensee), S, 1932) - Helmstadt (Landkreis Würzburg, UF) - Hengersberg (Landkreis Deggendorf, NB, 1009) - Heroldsberg (Landkreis Erlangen-Höchstadt, MF, 1417) - Hiltpoltstein (Landkreis Forchheim, OF, 1417) | - Hirschaid (Landkreis Bamberg, OF) - Höchberg (Landkreis Würzburg, UF) - Hofkirchen (Landkreis Passau, NB, 1387) - Hohenburg (Landkreis Amberg-Sulzbach, OP, 1383) - Hohenfels (Landkreis Neumarkt in der Oberpfalz, OP, 1366) - Hohenwart (Landkreis Pfaffenhofen an der Ilm, OB, vor 1349) - Holzkirchen (Landkreis Miesbach, OB, 1329) - Hösbach (Landkreis Aschaffenburg, UF) - Hutthurm (Landkreis Passau, NB, 1525) |

## I
| - Igensdorf (Landkreis Forchheim, OF) - Inchenhofen (Landkreis Aichach-Friedberg, S) - Ippesheim (Landkreis Neustadt an der Aisch-Bad Windsheim, MF) | - Ipsheim (Landkreis Neustadt an der Aisch-Bad Windsheim, MF) - Irsee (Landkreis Ostallgäu, S, 18. Jh.) - Isen (Landkreis Erding, OB, 1414) |

## J
- Jettingen-Scheppach (Landkreis Günzburg, S, 1970, Jettingen: 1426)

## K
| - Kaisheim (Landkreis Donau-Ries, S, 1934) - Kallmünz (Landkreis Regensburg, OP, 1283) - Kaltental (Landkreis Ostallgäu, S, 1971) - Karbach (Landkreis Main-Spessart, UF) - Kasendorf (Landkreis Kulmbach, OF) - Kastl (Landkreis Amberg-Sulzbach, OP, 1323) - Kaufering (Landkreis Landsberg am Lech, OB) - Kellmünz an der Iller (Landkreis Neu-Ulm, S, 1330) - Kinding (Landkreis Eichstätt, OB) - Kipfenberg (Landkreis Eichstätt, OB, 1301) - Kirchenthumbach (Landkreis Neustadt an der Waldnaab, OP, 1457) - Kirchheim in Schwaben (Landkreis Unterallgäu, S, 1490) - Kirchseeon (Landkreis Ebersberg, OB) | - Kirchzell (Landkreis Miltenberg, UF) - Kleinheubach (Landkreis Miltenberg, UF) - Kleinlangheim (Landkreis Kitzingen, UF) - Kleinwallstadt (Landkreis Miltenberg, UF) - Kohlberg (Landkreis Neustadt an der Waldnaab, OP, 1499) - Königstein (Landkreis Amberg-Sulzbach, OP, 1357) - Konnersreuth (Landkreis Tirschenreuth, OP, 1468) - Kösching (Landkreis Eichstätt, OB, 1310) - Kößlarn (Landkreis Passau, NB) - Kraiburg am Inn (Landkreis Mühldorf am Inn, OB) - Kreuzwertheim (Landkreis Main-Spessart, UF, 1009) - Kühbach (Landkreis Aichach-Friedberg, S) - Küps (Landkreis Kronach, OF) |

## L
| - Laaber (Landkreis Regensburg, OP, 1393) - Lam (Landkreis Cham, OP) - Langquaid (Landkreis Kelheim, NB, 1331) - Lappersdorf (Landkreis Regensburg, OP) - Lauterhofen (Landkreis Neumarkt in der Oberpfalz, OP, 1159) - Legau (Landkreis Unterallgäu, S, 1485) - Lehrberg (Landkreis Ansbach, MF) | - Leuchtenberg (Landkreis Neustadt an der Waldnaab, OP, 1329) - Lichtenau (Landkreis Ansbach, MF, 1410) - Lonnerstadt (Landkreis Erlangen-Höchstadt, MF) - Ludwigschorgast (Landkreis Kulmbach, OF) - Luhe-Wildenau (Landkreis Neustadt an der Waldnaab, OP, 1978) - Lupburg (Landkreis Neumarkt in der Oberpfalz, OP, 1395) |

## M
| - Mähring (Landkreis Tirschenreuth, OP) - Mainleus (Landkreis Kulmbach, OF) - Mallersdorf-Pfaffenberg (Landkreis Straubing-Bogen, NB) - Manching (Landkreis Pfaffenhofen an der Ilm, OB) - Mantel (Landkreis Neustadt an der Waldnaab, OP, 15??) - Markt Berolzheim (Landkreis Weißenburg-Gunzenhausen, MF, 15??) - Markt Bibart (Landkreis Neustadt an der Aisch-Bad Windsheim, MF, 14. Jh.) - Markt Einersheim (Landkreis Kitzingen, UF) - Markt Erlbach (Landkreis Neustadt an der Aisch-Bad Windsheim, MF) - Markt Indersdorf (Landkreis Dachau, OB) - Markt Nordheim (Landkreis Neustadt an der Aisch-Bad Windsheim, MF) - Markt Rettenbach (Landkreis Unterallgäu, S, 1790) - Markt Schwaben (Landkreis Ebersberg, OB, 1310) - Markt Taschendorf (Landkreis Neustadt an der Aisch-Bad Windsheim, MF) - Markt Wald (Landkreis Unterallgäu, S, 1593) - Marktbergel (Landkreis Neustadt an der Aisch-Bad Windsheim, MF, 1328) - Marktgraitz (Landkreis Lichtenfels, OF) - Marktl (Landkreis Altötting, OB, 1422) - Marktleugast (Landkreis Kulmbach, OF) - Marktrodach (Landkreis Kronach, OF) | - Marktschellenberg (Landkreis Berchtesgadener Land, OB, 1334) - Marktschorgast (Landkreis Kulmbach, OF, Markt 1109) - Marktzeuln (Landkreis Lichtenfels, OF) - Maroldsweisach (Landkreis Haßberge, UF) - Maßbach (Landkreis Bad Kissingen, UF) - Massing (Landkreis Rottal-Inn, NB) - Meitingen (Landkreis Augsburg, S) - Mering (Landkreis Aichach-Friedberg, S, 1912) - Metten (Landkreis Deggendorf, NB) - Mittenwald (Landkreis Garmisch-Partenkirchen, OB, 1365) - Mitterfels (Landkreis Straubing-Bogen, NB) - Mitwitz (Landkreis Kronach, OF) - Mömbris (Landkreis Aschaffenburg, UF) - Mönchberg (Landkreis Miltenberg, UF) - Moosbach (Landkreis Neustadt an der Waldnaab, OP) - Mörnsheim (Landkreis Eichstätt, OB, 1354) - Mühlhausen (Landkreis Erlangen-Höchstadt, MF) - Münsterhausen (Landkreis Günzburg, S, etwa 1580) - Murnau am Staffelsee (Landkreis Garmisch-Partenkirchen, OB) |

## N
| - Nandlstadt (Landkreis Freising, OB, 1386) - Nassenfels (Landkreis Eichstätt, OB) - Nennslingen (Landkreis Weißenburg-Gunzenhausen, MF, 1539) - Nesselwang (Landkreis Ostallgäu, S, 1429) - Neubeuern (Landkreis Rosenheim, OB, 1321) - Neubrunn (Landkreis Würzburg, UF, 14. Jh.) - Neuburg an der Kammel (Landkreis Günzburg, S, 15. Jh.) | - Neuhaus an der Pegnitz (Landkreis Nürnberger Land, MF, vor 1388) - Neuhof an der Zenn (Landkreis Neustadt an der Aisch-Bad Windsheim, MF) - Neukirchen beim Heiligen Blut (Landkreis Cham, OP, 1377) - Neukirchen-Balbini (Landkreis Schwandorf, OP) - Neunkirchen am Brand (Landkreis Forchheim, OF) - Nittendorf (Landkreis Regensburg, OP) - Nordhalben (Landkreis Kronach, OF) |

## O
| - Oberelsbach (Landkreis Rhön-Grabfeld, UF) - Obergünzburg (Landkreis Ostallgäu, S, 1407) - Oberkotzau (Landkreis Hof, OF) - Obernbreit (Landkreis Kitzingen, UF) - Obernzell (Landkreis Passau, NB, um 1260) - Obernzenn (Landkreis Neustadt an der Aisch-Bad Windsheim, MF) - Oberscheinfeld (Landkreis Neustadt an der Aisch-Bad Windsheim, MF) - Oberschwarzach (Landkreis Schweinfurt, UF) | - Obersinn (Landkreis Main-Spessart, UF) - Oberstaufen (Landkreis Oberallgäu, S, 1453) - Oberstdorf (Landkreis Oberallgäu, S, 1495) - Oberthulba (Landkreis Bad Kissingen, UF) - Offingen (Landkreis Günzburg, S) - Ortenburg (Landkreis Passau, NB, 1305) - Ottobeuren (Landkreis Unterallgäu, S, bis ins 12. Jh. und ab dem 14. Jh.) |

## P
| - Painten (Landkreis Kelheim, NB, 1576) - Parkstein (Landkreis Neustadt an der Waldnaab, OP, 1342) - Peißenberg (Landkreis Weilheim-Schongau, OB) - Peiting (Landkreis Weilheim-Schongau, OB, 1438) - Perlesreut (Landkreis Freyung-Grafenau, NB, 1403) - Pfaffenhausen (Landkreis Unterallgäu, S) - Pfaffenhofen an der Roth (Landkreis Neu-Ulm, S, 1479) - Pfeffenhausen (Landkreis Landshut, NB, 1343) - Pförring (Landkreis Eichstätt, OB, 1310) - Pilsting (Landkreis Dingolfing-Landau, NB, vor 1406) | - Plech (Landkreis Bayreuth, OF, 1329) - Pleinfeld (Landkreis Weißenburg-Gunzenhausen, MF, 1403) - Plößberg (Landkreis Tirschenreuth, OP) - Postbauer-Heng (Landkreis Neumarkt in der Oberpfalz, OP, 2005) - Pöttmes (Landkreis Aichach-Friedberg, S, 1324) - Presseck (Landkreis Kulmbach, OF) - Pressig (Landkreis Kronach, OF, 1956) - Pretzfeld (Landkreis Forchheim, OF) - Prien am Chiemsee (Landkreis Rosenheim, OB) - Pyrbaum (Landkreis Neumarkt in der Oberpfalz, OP, 1527) |

## R
| - Randersacker (Landkreis Würzburg, UF, 1451) - Rattelsdorf (Landkreis Bamberg, OF) - Regenstauf (Landkreis Regensburg, OP, 1326) - Reichenberg (Landkreis Würzburg, UF) - Reichertshofen (Landkreis Pfaffenhofen an der Ilm, OB, 1421) - Reisbach (Landkreis Dingolfing-Landau, NB, 1438) - Remlingen (Landkreis Würzburg, UF) - Rennertshofen (Landkreis Neuburg-Schrobenhausen, OB, 1332) - Rentweinsdorf (Landkreis Haßberge, UF, vor 1248) - Rieden (Landkreis Amberg-Sulzbach, OP, nach 1500) | - Rimpar (Landkreis Würzburg, UF) - Rohr in Niederbayern (Landkreis Kelheim, NB, 1347) - Röhrnbach (Landkreis Freyung-Grafenau, NB) - Ronsberg (Landkreis Ostallgäu, S, 1241) - Roßtal (Landkreis Fürth, MF) - Rotthalmünster (Landkreis Passau, NB, 12??) - Rüdenhausen (Landkreis Kitzingen, UF) - Ruhmannsfelden (Landkreis Regen, NB, 1295) - Ruhstorf an der Rott (Landkreis Passau, NB, 2008) |

## S
| - Saal an der Saale (Landkreis Rhön-Grabfeld, UF) - Scheidegg (Landkreis Lindau (Bodensee), S) - Schierling (Landkreis Regensburg, OP) - Schirnding (Landkreis Wunsiedel im Fichtelgebirge, OF) - Schliersee (Landkreis Miesbach, OB) - Schmidmühlen (Landkreis Amberg-Sulzbach, OP, 1270) - Schnabelwaid (Landkreis Bayreuth, OF) - Schnaittach (Landkreis Nürnberger Land, MF, 1300) - Schneeberg (Landkreis Miltenberg, UF) - Schöllkrippen (Landkreis Aschaffenburg, UF) - Schöllnach (Landkreis Deggendorf, NB) - Schönberg (Landkreis Freyung-Grafenau, NB, vor 1300) - Schondra (Landkreis Bad Kissingen, UF) - Schopfloch (Landkreis Ansbach, MF) - Schwanstetten (Landkreis Roth, MF) - Schwarzach (Landkreis Straubing-Bogen, NB) - Schwarzach am Main (Landkreis Kitzingen, UF) | - Schwarzenfeld (Landkreis Schwandorf, OP) - Schwarzhofen (Landkreis Schwandorf, OP) - Seinsheim (Landkreis Kitzingen, UF, 1434) - Siegenburg (Landkreis Kelheim, NB, 1329) - Simbach (Landkreis Dingolfing-Landau, NB, 1331) - Sommerhausen (Landkreis Würzburg, UF, vor 1600) - Sparneck (Landkreis Hof, OF) - Stadtlauringen (Landkreis Schweinfurt, UF) - Stammbach (Landkreis Hof, OF) - Stamsried (Landkreis Cham, OP) - Steinwiesen (Landkreis Kronach, OF) - Stockstadt am Main (Landkreis Aschaffenburg, UF) - Sugenheim (Landkreis Neustadt an der Aisch-Bad Windsheim, MF) - Sulzbach am Main (Landkreis Miltenberg, UF, 1973) - Sulzberg (Landkreis Oberallgäu, S, nach 1526) - Sulzthal (Landkreis Bad Kissingen, UF) |

## T
| - Tann (Landkreis Rottal-Inn, NB, 1386) - Tännesberg (Landkreis Neustadt an der Waldnaab, OP, 1412) - Teisendorf (Landkreis Berchtesgadener Land, OB) - Teisnach (Landkreis Regen, NB) - Tettau (Landkreis Kronach, OF) - Thalmässing (Landkreis Roth, MF, 1351) - Thierhaupten (Landkreis Augsburg, S, 1951) - Thiersheim (Landkreis Wunsiedel im Fichtelgebirge, OF) - Thierstein (Landkreis Wunsiedel im Fichtelgebirge, OF) - Thüngen (Landkreis Main-Spessart, UF) | - Thurnau (Landkreis Kulmbach, OF) - Titting (Landkreis Eichstätt, OB, 1356) - Tittling (Landkreis Passau, NB, 1415) - Trappstadt (Landkreis Rhön-Grabfeld, UF) - Triefenstein (Landkreis Main-Spessart, UF) - Triftern (Landkreis Rottal-Inn, NB, 1459) - Türkheim (Landkreis Unterallgäu, S, 1700) - Tussenhausen (Landkreis Unterallgäu, S, 1455) - Tüßling (Landkreis Altötting, OB) |

## U
| - Uehlfeld (Landkreis Neustadt an der Aisch-Bad Windsheim, MF) - Untergriesbach (Landkreis Passau, NB) | - Unterthingau (Landkreis Ostallgäu, S, 1485) |

## V
| - Velden (Landkreis Landshut, NB, 1410) | - Vestenbergsgreuth (Landkreis Erlangen-Höchstadt, MF) |

## W
| - Waal (Landkreis Ostallgäu, S, 1444) - Wachenroth (Landkreis Erlangen-Höchstadt, MF, 1434) - Waging am See (Landkreis Traunstein, OB, vor 1385) - Waidhaus (Landkreis Neustadt an der Waldnaab, OP) - Waldstetten (Landkreis Günzburg, S, 1382) - Waldthurn (Landkreis Neustadt an der Waldnaab, OP) - Wallersdorf (Landkreis Dingolfing-Landau, NB) - Wallerstein (Landkreis Donau-Ries, S, 1471) - Wartenberg (Landkreis Erding, OB, 1329) - Wegscheid (Landkreis Passau, NB, 1360) - Weidenbach (Landkreis Ansbach, MF, 1495) - Weidenberg (Landkreis Bayreuth, OF) - Weilbach (Landkreis Miltenberg, UF) - Weiler-Simmerberg (Landkreis Lindau (Bodensee), S, 1968) - Weiltingen (Landkreis Ansbach, MF) - Weisendorf (Landkreis Erlangen-Höchstadt, MF) - Weitnau (Landkreis Oberallgäu, S, 18. Jh.) - Welden (Landkreis Augsburg, S, 1402) - Wellheim (Landkreis Eichstätt, OB, 1360) - Wendelstein (Landkreis Roth, MF) | - Wernberg-Köblitz (Landkreis Schwandorf, OP, 1974) - Werneck (Landkreis Schweinfurt, UF) - Wertach (Landkreis Oberallgäu, S, 19. Jh.) - Wiesau (Landkreis Tirschenreuth, OP) - Wiesentheid (Landkreis Kitzingen, UF) - Wiesenttal (Landkreis Forchheim, OF) - Wiggensbach (Landkreis Oberallgäu, S, 1951) - Wildflecken (Landkreis Bad Kissingen, UF) - Wilhermsdorf (Landkreis Fürth, MF) - Willanzheim (Landkreis Kitzingen, UF) - Windorf (Landkreis Passau, NB, 1439) - Winklarn (Landkreis Schwandorf, OP, 15??) - Winterhausen (Landkreis Würzburg, UF) - Winzer (Landkreis Deggendorf, NB, 1307) - Wirsberg (Landkreis Kulmbach, OF) - Wittislingen (Landkreis Dillingen an der Donau, S, 1955) - Wolnzach (Landkreis Pfaffenhofen an der Ilm, OB, um 1270) - Wonsees (Landkreis Kulmbach, OF) - Wurmannsquick (Landkreis Rottal-Inn, NB, 1459) |

## Z
| - Zapfendorf (Landkreis Bamberg, OF) - Zeitlofs (Landkreis Bad Kissingen, UF) - Zell am Main (Landkreis Würzburg, UF) - Zell im Fichtelgebirge (Landkreis Hof, OF) | - Zellingen (Landkreis Main-Spessart, UF) - Ziemetshausen (Landkreis Günzburg, S, etwa 1500) - Zusmarshausen (Landkreis Augsburg, S, 1245) |

## Ehemalige Märkte in Bayern
- Fette Schrift bedeutet spätere Stadtrechtsverleihung
- normale Schrift bedeutet spätere Wiedererlangung als Markt
- kursive Schrift bedeutet Eingemeindung oder herabsinken zum Dorf

### Mittelfranken
1. Abenberg (Landkreis Roth, Markt vor 1200, Stadt 1299)
2. Ansbach (kreisfrei, Markt vor 1200, Stadt 1221)
3. Aufkirchen (Teil des Marktes Gerolfingen seit 1972, Stadt 1290, Markt etwa 1800)
4. Bad Windsheim (Landkreis Neustadt an der Aisch-Bad Windsheim, Markt 1234, Stadt 1303)
5. Burgbernheim (Landkreis Neustadt an der Aisch-Bad Windsheim, Markt früher 14. Jh., Stadt 1954)
6. Eysölden (Teil des Marktes Thalmässing, Markt 1541)
7. Fürth (kreisfrei, Markt vor 1050, Stadt)
8. Großgründlach (Teil der Stadt Nürnberg seit 1972, Markt 1326)
9. Hersbruck (Landkreis Nürnberger Land, Markt 12__, Stadt 1355)
10. Hilpoltstein (Landkreis Roth, Markt 1300, Stadt 1345)
11. Königshofen an der Heide (Teil des Marktes Bechhofen Landkreis Ansbach, Markt 1434)
12. Kornburg (Teil der Stadt Nürnberg seit 1972, Markt 1364)
13. Langenzenn (Landkreis Fürth, Markt 1331, Stadt 1362/69)
14. Nürnberg (kreisfrei, Markt um 1050, Stadt um 1170)
15. Riedfeld (Teil der Stadt Neustadt an der Aisch, Markt 1200)
16. Schwabach (kreisfrei, Markt 1303, Stadt 1381)
17. Stopfenheim (Teil der Stadt Ellingen seit 1972, Landkreis Weißenburg-Gunzenhausen Markt 1349)
18. Treuchtlingen (Landkreis Weißenburg-Gunzenhausen, Markt 1365, Stadt 1898)
19. Uffenheim (Landkreis Neustadt an der Aisch-Bad Windsheim, Markt 13. Jh., Stadt 1349)
20. Velden (Landkreis Nürnberger Land, Markt 12__, Stadt 1329)

### Niederbayern
1. Abensberg (Landkreis Kelheim, Markt 1348, Stadt 1428)
2. Altenmarkt (Ortsteil der Stadt Osterhofen (seit 1972), Landkreis Deggendorf, Markt bis 1378)
3. Bad Griesbach im Rottal (Landkreis Passau, Markt 12__, Stadt 1953)
4. Bogen (Landkreis Straubing-Bogen, Markt 12__, Stadt 14__)
5. Deggendorf (Landkreis Deggendorf, Markt 11__, Stadt um 1250)
6. Eggenfelden (Landkreis Rottal-Inn, Markt 1328, Stadt 1902)
7. Freyung (Landkreis Freyung-Grafenau, Markt 1354, Stadt 1953)
8. Geiselhöring (Landkreis Straubing-Bogen, Markt 12__, Stadt 1952)
9. Gotteszell (Landkreis Regen, Markt 1431)
10. Grafenau (Landkreis Freyung-Grafenau, Markt Ende des 13. Jahrhunderts, Stadt 1376)
11. Hartkirchen (Ortsteil der Stadt Pocking (seit 1971), Landkreis Passau, Markt 1235)
12. Hauzenberg (Landkreis Passau, Markt 1359, Stadt 1978)
13. Kelheim (Landkreis Kelheim, Markt um 1000, Stadt 1181)
14. Mainburg (Landkreis Kelheim, Markt Ende des 14. Jahrhunderts, Stadt 1954)
15. Mallersdorf (Ortsteil des Marktes Mallersdorf-Pfaffenberg (seit 1972), Landkreis Straubing-Bogen, Markt 1952)
16. Oberroning (Ortsteil der Stadt Rottenburg an der Laaber (seit 1978), Landkreis Landshut, Markt bis 1378)
17. Pfaffenberg (Ortsteil des Marktes Mallersdorf-Pfaffenberg (seit 1972), Landkreis Straubing-Bogen, Markt 1318)
18. Pleinting (Ortsteil der Stadt Vilshofen an der Donau (seit 1978), Landkreis Passau, Markt 1331)
19. Pfarrkirchen (Landkreis Rottal-Inn, Markt 1257, Stadt 1862)
20. Plattling (Landkreis Deggendorf, Markt 1320, Stadt 1888)
21. Regen (Landkreis Regen, Markt 1270, Stadt 1932)
22. Riedenburg (Landkreis Kelheim, Markt 1240, Stadt 1329)
23. Rottenburg an der Laaber (Landkreis Landshut, Markt 1378, Stadt 1971)
24. Teisbach (Ortsteil der Stadt Dingolfing (seit 1972), Landkreis Dingolfing, Markt 1253)
25. Viechtach (Landkreis Regen, Markt 1270, Stadt 1953)
26. Vilsbiburg (Landkreis Landshut, Markt 1310, Stadt 1929)
27. Waldkirchen (Landkreis Freyung-Grafenau, Markt vor 1306, Stadt 1972)
28. Zwiesel (Landkreis Regen, Markt 1468, Stadt 1904)

### Oberbayern
1. Altenstadt, Ortschaft im Landkreis Weilheim-Schongau, Markt vor 1200
2. Arnsberg, Ortschaft in der Marktgemeinde Kipfenberg, (Landkreis Eichstätt, Markt 14__–)
3. Bad Aibling (Landkreis Rosenheim, Markt um 1230, Stadt 1321)
4. Bad Tölz (Landkreis Bad Tölz-Wolfratshausen, Markt 1281, Stadt 1906)
5. Beilngries (Landkreis Eichstätt, Markt 1053, Stadt etwa 1485)
6. Dachau (Landkreis Dachau, Markt 1270, Stadt 1933)
7. Dorfen (Landkreis Erding, Markt 1270, Stadt 1954)
8. Ebersberg (Landkreis Ebersberg, Markt 1343, Stadt 1954)
9. Enkering, Ortschaft in der Marktgemeinde Kinding (seit 1971), (Landkreis Eichstätt, Markt 1374–)
10. Erding (Landkreis Erding, Markt 1228, Stadt 1314)
11. Geisenfeld (Landkreis Pfaffenhofen an der Ilm, Markt vor 1281, Stadt 1952)
12. Markt Grafing (Landkreis Ebersberg, Markt 1380, Stadt 1953)
13. Moosburg an der Isar (Landkreis Freising, Markt 1212, Stadt 1331)
14. Oberföhring, am 1. Juli 1913 eingemeindeter Stadtteil von München (Markt bis 1158)
15. Pfaffenhofen an der Ilm (Landkreis Pfaffenhofen an der Ilm, Markt 1197, Stadt 1318)
16. Rosenheim (Landkreis Rosenheim, Markt 1273, Stadt 1864)
17. Schrobenhausen (Landkreis Neuburg-Schrobenhausen, Markt 1329, Stadt 1414)
18. Vohburg an der Donau (Landkreis Pfaffenhofen an der Ilm, Markt ?, Stadt 1952)
19. Wasserburg am Inn (Landkreis Rosenheim, Markt 1201, Stadt 1245)
20. Wolfratshausen (Landkreis Bad Tölz-Wolfratshausen, Markt 1270, Stadt 1961)

### Oberfranken
1. Aschbach (heute Teil der Stadt Schlüsselfeld, Landkreis Bamberg)
2. Bad Staffelstein (Landkreis Lichtenfels, Markt 1130, Stadt 1418)
3. Gefrees (Landkreis Bayreuth, Markt 1427, Stadt ?)
4. Helmbrechts (Landkreis Hof, Markt nach 1386, Stadt 1449)
5. Lichtenfels (Landkreis Lichtenfels, Markt 1206, Stadt 1299)
6. Marktredwitz (Landkreis Wunsiedel im Fichtelgebirge, Markt ?, Stadt 1907)
7. Naila (Landkreis Hof, Markt 1454, Stadt 1566)
8. Pegnitz (Landkreis Bayreuth, Markt 12__, Stadt 1357)
9. Rothenkirchen (Ortsteil des Marktes Pressig, Landkreis Kronach, Markt 1377–1956)
10. Seibelsdorf (Ortsteil des Marktes Marktrodach, Landkreis Kronach, Markt nach 1523)
11. Stadtsteinach (Landkreis Kulmbach, Markt 1151, Stadt Anfang 14. Jh.)
12. Teuschnitz (Landkreis Kronach, Markt 1329, Stadt 1406)
13. Waischenfeld (Landkreis Bayreuth, Markt 1316, Stadt 1348)
14. Wallenfels (Landkreis Kronach, Markt 1378, Stadt 1954)

### Oberpfalz
1. Altenmarkt, Ortsteil der Stadt Cham (Landkreis Cham, Markt 10__)
2. Amberg (Markt vor 1200, Stadt 13__)
3. Auerbach in der Oberpfalz (Landkreis Amberg-Sulzbach, Markt 1144, Stadt 1315)
4. Bad Kötzting (Landkreis Cham, Markt 12__, Stadt 1553)
5. Burglengenfeld (Landkreis Schwandorf, Markt 1270, Stadt 1542)
6. Cham (Landkreis Cham, Markt vor 1200, Stadt nach 1210)
7. Dietfurt an der Altmühl (Landkreis Neumarkt in der Oberpfalz, Markt 1305, Stadt 1416)
8. Erbendorf (Landkreis Tirschenreuth, Markt 12__, Stadt 1842)
9. Eschenbach in der Oberpfalz (Landkreis Neustadt an der Waldnaab, Markt 1270, Stadt 1358)
10. Grafenwöhr (Landkreis Neustadt an der Waldnaab, Markt 13__, Stadt 1427)
11. Hemau (Landkreis Regensburg, Markt 1273, Stadt 1326)
12. Kaltenbrunn, Ortsteil der Gemeinde Weiherhammer 1972 (Landkreis Neustadt an der Waldnaab, Markt 1337)
13. Kemnath (Landkreis Tirschenreuth, Markt 1270, Stadt etwa 1375)
14. Mitterteich (Landkreis Tirschenreuth, Markt 1501, Stadt 1932)
15. Neumarkt in der Oberpfalz (Landkreis Neumarkt in der Oberpfalz, Markt vor 1200, Stadt 1235)
16. Neunburg vorm Wald (Landkreis Schwandorf, Markt 1289, Stadt 1307)
17. Nittenau (Landkreis Schwandorf, Markt 1270, Stadt 1953)
18. Oberviechtach (Landkreis Schwandorf, Markt 1329, Stadt 1952)
19. Parsberg (Landkreis Neumarkt in der Oberpfalz, Markt 1326, Stadt 1952)
20. Pfreimd (Landkreis Schwandorf, Markt 1431, Stadt 14__)
21. Pressath (Landkreis Neustadt an der Waldnaab, Markt 1317, Stadt 1845)
22. Schnaittenbach (Landkreis Amberg-Sulzbach, Markt 1412, Stadt 1954)
23. Schwandorf (Landkreis Schwandorf, Markt 1270, Stadt 1466)
24. Sulzbürg, Ortsteil der Gemeinde Mühlhausen (Oberpfalz) (Landkreis Neumarkt in der Oberpfalz, Markt 1540)
25. Tirschenreuth (Landkreis Tirschenreuth, Markt 1306, Stadt 1354)
26. Velburg (Landkreis Neumarkt in der Oberpfalz, Markt 1270, Stadt 1410)
27. Vohenstrauß (Landkreis Neustadt an der Waldnaab, Markt 1329, Stadt 1912)
28. Waldeck, Ortsteil der Stadt Kemnath (Landkreis Tirschenreuth, Markt 1525)
29. Waldershof (Landkreis Tirschenreuth, Markt 1463, Stadt 1963)
30. Wörth an der Donau (Landkreis Regensburg, Markt 1294, Stadt 1954)

### Schwaben
1. Blonhofen (Eingemeindung nach Kaltental, Landkreis Ostallgäu, Markt 16. Jh.)
2. Bobingen (Landkreis Augsburg, Markt 1953, Stadt 1969)
3. Buchenberg (Landkreis Oberallgäu, Marktrecht 1485, im 17. Jh. eingegangen, um 1930 wieder erworben)
4. Buchloe (Landkreis Ostallgäu, 1273 als Stadt erwähnt, im 14. Jh. zum Markt herabgesunken, 1954 wieder Stadt)
5. Donauwörth (Landkreis Donau-Ries, vor 1000, Stadtrecht um 1180)
6. Gersthofen (Landkreis Augsburg, Markt 1950, Stadt 1969)
7. Göggingen (Eingemeindung nach Augsburg 1972)
8. Harburg (Schwaben) (Landkreis Donau-Ries, 1251 als Stadt erwähnt, 1407 Markt, 1849 wieder Stadt)
9. Holzkirchen (Ortsteil von Wechingen, Landkreis Donau-Ries, Markt 1418)
10. Ichenhausen (Landkreis Günzburg, Marktrecht 1406, Stadterhebung 1913)
11. Illereichen (Eingemeindung nach Altenstadt (Iller), Landkreis Neu-Ulm, Marktrecht um 1330)
12. Illertissen (Landkreis Neu-Ulm, Marktrecht 1430, Stadt 1954)
13. Ingstetten (Eingemeindung nach Roggenburg, Landkreis Neu-Ulm, Markt 1513, später wieder Dorf)
14. Kempten (Allgäu) (12. Jh. Markt, 1. Hälfte des 13. Jh. Stadt)
15. Krumbach (Schwaben) (Landkreis Günzburg, 1380 Markt, 1895 Stadt)
16. Leeder (Eingemeindung nach Fuchstal, Landkreis Landsberg am Lech, Oberbayern, Marktrecht im 17. Jh.)
17. Leipheim (Landkreis Günzburg, Markt 1327, Stadt 1330)
18. Lindenberg im Allgäu (Landkreis Lindau (Bodensee), 1784 Marktrecht, 1914 Stadterhebung)
19. Markt (Eingemeindung nach Biberbach 1972, Landkreis Augsburg, 1214 als Markt erwähnt, nach 1600 zum Dorf geworden)
20. Marktoberdorf (Landkreis Ostallgäu, 1453 Marktrecht, 1954 Stadt)
21. Marktoffingen, Gemeinde, Landkreis Donau-Ries, Markt 1456
22. Martinszell im Allgäu (Eingemeindung nach Waltenhofen, Landkreis Oberallgäu, Marktrecht 1485–1674)
23. Möhren (Eingemeindung nach Treuchtlingen 1972, Landkreis Weißenburg-Gunzenhausen, Mittelfranken)
24. Oberschönegg (Landkreis Unterallgäu, Marktrecht 1. Hälfte 18. Jh., seit Ende des Jh. wieder Dorf)
25. Rögling (Landkreis Donau-Ries, 15./16. Jh. Markt, ab zirka 1600 wieder Dorf)
26. Schwabmünchen (Landkreis Augsburg, Markt 1562, Stadt 1953)
27. Senden (Landkreis Neu-Ulm, Markt 1955, Stadt)
28. Simmerberg (Zusammenschluss zu Weiler-Simmerberg, Landkreis Lindau (Bodensee), Marktrecht 1804)
29. Sonthofen (Landkreis Oberallgäu, Markt 1429, Stadt 1963)
30. Thannhausen (Landkreis Günzburg, Markt 1348, Stadt 1953)
31. Vorderburg (Eingemeindung nach Rettenberg, Landkreis Oberallgäu, Marktrecht 1425 für den Ortsteil Großdorf, im 16. Jh. Markt eingegangen, 1747 Neuverleihung des Marktrechts, seit 19. Jh. wieder Dorf)
32. Weiler im Allgäu (Zusammenschluss zu Weiler-Simmerberg, Landkreis Lindau (Bodensee), Marktrecht 1769)
33. Wemding (Landkreis Donau-Ries, Ende 13. Jh. Markt, Mitte des 14. Jh. Stadt)

### Unterfranken
1. Allersheim, Ortsteil des Marktes Giebelstadt, Landkreis Würzburg, Markt vor 1600
2. Aschach, Ortsteil des Marktes Bad Bocklet, Landkreis Bad Kissingen
3. Birkenfeld, Ortsteil des Marktes Maroldsweisach, Landkreis Haßberge
4. Fuchsstadt, Ortsteil des Marktes Reichenberg, Landkreis Würzburg.
5. Homburg am Main, Ortsteil des Marktes Triefenstein (seit 1978), (Landkreis Main-Spessart, Markt 12__, Stadt 1332)
6. Hörstein, Stadtteil von Alzenau, Landkreis Aschaffenburg, Markt bis 1975
7. Marktbreit (Landkreis Kitzingen, Markt 1557, Stadt 1819)
8. Marktheidenfeld (Landkreis Main-Spessart, Markt 1397, Stadt 1948)
9. Ostheim, Stadtteil von Hofheim i.Ufr., Landkreis Haßberge
10. Prölsdorf, Ortsteil der Gemeinde Rauhenebrach, Landkreis Haßberge, Markt 1777
11. Ostheim vor der Rhön (Landkreis Rhön-Grabfeld, Markt 1586, Stadt 1596)
12. Retzbach, Ortsteil des Marktes Zellingen, Landkreis Main-Spessart
13. Schweinshaupten, Ortsteil der Gemeinde Bundorf, Landkreis Haßberge, Markt 1451 (etwa)
14. Steinach, Ortsteil des Marktes Bad Bocklet, Landkreis Bad Kissingen